# Az Útvesztő
Az Útvesztő az első könyve a James Dashner által írt, ugyanezen a néven futó ifjúsági poszt-apokaliptikus disztópikus sci-fi trilógiának. A regény 2009. október 6-án jelent meg a Delacorte Press gondozásában, a Random House égisze alatt, és 2014-ben megfilmesítette a 20th Century Fox. A regénynek két folytatása van: a Tűzpróba (2010) és a Halálkúra (2011).
Dashner írt egy előzménykötetet is, ami a Halálparancs címet kapta, és 2012-ben jelent meg. A költő alkotott egy újabb előzménykötet, a The Fever Code-ot ami 2016-ban jelent meg.

## Magyarul
- Az Útvesztő. James Dashner trilógiájának 1. kötete; ford. Tosics Dávid, Wiesenmayer Teodóra; Cartaphilus, Bp., 2012 (Carta light)

## Fordítás
- Ez a szócikk részben vagy egészben  a   The Maze Runner című angol Wikipédia-szócikk fordításán alapul.  Az eredeti cikk szerkesztőit annak laptörténete sorolja fel. Ez a jelzés csupán a megfogalmazás eredetét és a szerzői jogokat jelzi, nem szolgál a cikkben szereplő információk forrásmegjelöléseként.